# Medicine Bow Mountains
Medicine Bow Mountains är en omkring 160 kilometer lång bergskedja i Klippiga bergen i USA, belägen i norra Colorado och södra Wyoming. Den nordligaste delen kallas även Snowy Range. 
Bergskedjan sträcker sig norrut från Cameron Pass i norra Colorado, där den i söder gränsar till Never Summer Mountains, och utgör här gränsen mellan Larimer County och Jackson County. På andra sidan gränsen till Wyoming sträcker sig bergskedjan norrut väster om staden Laramie och ligger här i Albany County och Carbon County. Norr om bergen passerar Union Pacifics järnvägslinje, den ursprungliga transamerikanska järnvägen, och dagens motorväg Interstate 80.
Den högsta toppen i bergskedjan är Clark Peak på 3 947 m ö.h., som är belägen i norra Colorado. Medicine Bow Peak (3 662 m ö.h.) är den högsta toppen på Wyomingsidan.
Bergskedjan ligger i North Platte Rivers avvattningsområde och avvattnas på västra sidan av dess bifloder Michigan River och Canadian River, samt på östra sidan av bifloden Laramie River.
Bergskedjans centrala delar är federal skogsmark och administreras som del av Medicine Bow – Routt National Forest.